# جرج ویرینگ
جرج ویرینگ (انگلیسی: George Waring؛ ‏ ۲۰ فوریهٔ ۱۹۲۵ – ۱۵ فوریهٔ ۲۰۱۰) بازیگر بود.
از فیلم‌ها یا مجموعه‌های تلویزیونی که وی در آن‌ها نقش داشته‌است، می‌توان به خیابان کورونیشن و پوآرو اشاره نمود.